# Gorillaz (음반)
| 전문가 평가       | 전문가 평가 |
| 총 점수           | 총 점수     |
| 출처              | 점수        |
| ----------------- | ----------- |
| 메타크리틱        | 71/100      |
| 평가 점수         |             |
| 출처              | 점수        |
| AllMusic          | [ 2 ]       |
| Alternative Press | 8/10        |
| The Guardian      | [ 4 ]       |
| Los Angeles Times | [ 5 ]       |
| NME               | 6/10        |
| Pitchfork         | 7/10        |
| Q                 | [ 8 ]       |
| Rolling Stone     | [ 9 ]       |
| Slant Magazine    | [ 10 ]      |
| Spin              | 7/10        |

《Gorillaz》는 영국의 가상 밴드 고릴라즈의 데뷔 스튜디오 음반이다. 2001년 3월 26일, 영국의 팔로폰과 미국의 버진 레코드에 의해 발매되었다. 이 음반은 영국에서 3위, 미국에서 14위에 이르렀고 전세계적으로 7백만 장 이상이 팔렸다. 이 음반의 성공은 이 그룹이 "가장 성공적인 가상 밴드"로 기네스북에 올랐으며, 싱글 〈Clint Eastwood〉, 〈19-2000〉, 〈Rock the House〉, 〈Tomorrow Comes Today〉를 냈다.

## 배경
음악가 데이먼 알반과 만화가 제이미 휼렛은 1990년 휼렛의 작품 팬인 기타리스트 그레이엄 콕슨이 최근 밴드 알반과 콕슨이 결성된 블러의 인터뷰를 요청하면서 만났다. 이 인터뷰는 휼렛의 만화 영화 《탱크 걸》의 본고장인 《데드라인》 잡지에 실렸다. 휼렛은 처음에 알반이 "겁나게 운이 좋은, 얼간이"라고 생각했다. 그들은 밴드와 친해졌음에도 불구하고, 특히 휼렛이 콕슨의 전 여자친구인 제인 올리버를 만나기 시작한 이후, 자주 타지 않았다. 그럼에도 불구하고 알반과 휼렛은 1997년 런던의 웨스트번그로브에 아파트를 공유하기 시작했다. 휼렛은 최근 올리버와 결별했으며 알반은 엘라스티카의 저스틴 프리시만과의 공개적인 관계 끝에 있었다.
고릴라즈를 만들자는 아이디어는 알반과 휼렛이 MTV를 시청하던 중에 떠올랐다. 휴렛은 "MTV를 너무 오래 시청하면 지옥과 같아서 실체가 없어요. 그래서 우리는 만화 밴드를 위한 아이디어를 얻었는데, 이에 대한 논평이 될 것입니다."라고 말했다. 밴드는 원래 자신을 "고릴라"라고 밝혔고, 그들이 처음 녹음한 곡은 〈Ghost Train〉이었으며, 이 곡은 나중에 싱글 〈Rock the House〉와 B-사이드 컴필레이션 《G-Sides》에서 B-사이드로 발매되었다. 고릴라즈의 첫 번째 화신의 음악가로는 알반, 델 더 펑키 호모사피엔, 댄 더 오토메이터, 키드 코알라 등이 있으며, 이들은 이전에 델트론 3030의 시조 데뷔 음반 트랙 〈Time Keeps on Slipping〉에서 함께 작업한 바 있다.

## 곡 목록
모든 곡들은 특별한 언급이 없는 한 데이먼 알반에 의해 작사/작곡하였다.
| #   | 제목                                                          | 작사·작곡                            | 재생 시간 |
| --- | ------------------------------------------------------------- | ------------------------------------ | --------- |
| 1.  | 〈Re-Hash〉                                                   |                                      | 3:40      |
| 2.  | 〈5/4〉                                                       |                                      | 2:42      |
| 3.  | 〈Tomorrow Comes Today〉                                      |                                      | 3:13      |
| 4.  | 〈New Genious (Brother)〉                                     | 데이먼 알반, 오데타 홈스             | 3:59      |
| 5.  | 〈Clint Eastwood (Feat. 델 타 펑키 호모사피엔)〉              | 알반, 테렌 존스                      | 5:42      |
| 6.  | 〈Man Research (Clapper)〉                                    |                                      | 4:32      |
| 7.  | 〈Punk〉                                                      |                                      | 1:38      |
| 8.  | 〈Sound Check (Gravity)〉                                     |                                      | 4:42      |
| 9.  | 〈Double Bass〉                                               |                                      | 4:46      |
| 10. | 〈Rock the House (Feat. 델 타 펑키 호모사피엔)〉              | 알반, 존스, 댄 나카무라, 존 댕크워스 | 4:09      |
| 11. | 〈19-2000〉                                                   |                                      | 3:27      |
| 12. | 〈Latin Simone (¿Qué Pasa Contigo?) (Feat. 이브라힘 페레르)〉 | 알반, 이브라힘 페레르, 라사로 비야   | 3:38      |
| 13. | 〈Starshine〉                                                 |                                      | 3:33      |
| 14. | 〈Slow Country〉                                              |                                      | 3:37      |
| 15. | 〈M1 A1〉                                                     | 알반, 존 해리슨                      | 4:01      |

## 인증
| 국가                                                  | 인증        | 판매량/출하량 |
| ----------------------------------------------------- | ----------- | ------------- |
| 오스트레일리아 (ARIA)                                 | 골드        | 35,000^       |
| 오스트리아 (IFPI 오스트리아)                          | 골드        | 20,000*       |
| 벨기에 (BEA)                                          | 플래티넘    | 50,000*       |
| 캐나다 (뮤직 캐나다)                                  | 플래티넘    | 100,000^      |
| 덴마크 (IFPI Danmark)                                 | 플래티넘    | 50,000^       |
| 핀란드 (Musiikkituottajat)                            | 골드        | 15,169        |
| 프랑스 (SNEP)                                         | 플래티넘    | 417,200*      |
| 독일 (BVMI)                                           | 골드        | 150,000^      |
| 멕시코 (AMPROFON)                                     | 골드        | 75,000^       |
| 뉴질랜드 (RMNZ)                                       | 2× 플래티넘 | 30,000^       |
| 노르웨이 (IFPI 노르웨이)                              | 골드        | 25,000*       |
| 스페인 (PROMUSICAE)                                   | 골드        | 50,000^       |
| 스웨덴 (GLF)                                          | 플래티넘    | 80,000^       |
| 스위스 (IFPI 스위스)                                  | 플래티넘    | 40,000^       |
| 영국 (BPI)                                            | 3× 플래티넘 | 945,621^      |
| 미국 (RIAA)                                           | 플래티넘    | 1,900,000     |
| 우루과이 (CUD)                                        | 골드        | 3,000         |
| 요약                                                  |             |               |
| 유럽 (IFPI)                                           | 2× 플래티넘 | 2,000,000*    |
| *판매량을 기반으로 한 인증 ^출하량을 기반으로 한 인증 |             |               |